# László Görög (scénariste)
 (mars 2019).
Si vous disposez d'ouvrages ou d'articles de référence ou si vous connaissez des sites web de qualité traitant du thème abordé ici, merci de compléter l'article en donnant les références utiles à sa vérifiabilité et en les liant à la section « Notes et références ».
Pour les articles homonymes, voir László Görög et Görög.
László Görög est un scénariste américain d'origine hongroise né le 30 septembre 1903 en Hongrie et mort le 24 juillet 1997 à Los Angeles (Californie).

## Filmographie

### Télévision
- 1952-1953 : Schlitz Playhouse of Stars (2 épisodes)
- 1953 : The Revlon Mirror Theater (1 épisode)
- 1955 : Letter to Loretta (1 épisode)
- 1955 : Stage 7 (2 épisodes)
- 1955-1956 : Four Star Playhouse (3 épisodes)
- 1956 : The Star and the Story (1 épisode)
- 1956-1957 : Cavalcade of America (6 épisodes)
- 1957 : Wire Service (1 épisode)
- 1958 : Target (1 épisode)
- 1958 : Alcoa Theatre (1 épisode)
- 1959 : The Alaskans
- 1959 : The Third Man (1 épisode)
- 1960 : Maverick (1 épisode)
- 1960 : Surfside 6 (1 épisode)
- 1960 : Bourbon Street Beat (1 épisode)
- 1960 : The Man and the Challenge (1 épisode)
- 1960-1961 : The Roaring 20's (5 épisodes)
- 1961 : 77 Sunset Strip (1 épisode)
- 1962 : Cheyenne (1 épisode)
- 1962-1963 : Hawaiian Eye (2 épisodes)

### Cinéma
- 1942 : Six Destins de Julien Duvivier
- 1945 : She Wouldn't Say Yes d'Alexander Hall
- 1945 : Les Caprices de Suzanne de William A. Seiter
- 1946 : Meurtre au music-hall de John English
- 1956 : Le Peuple de l'enfer de Virgil W. Vogel
- 1957 : L'Oasis des tempêtes de Virgil W. Vogel
- 1958 : L'Araignée vampire (en) de Bert I. Gordon
- 1960 : Les Jeunes Amants (Too Soon to Love) de Richard Rush
- 1963 : Le Jardin de mes amours (en) de Richard Rush

## Nominations
- Oscars du cinéma 1946 : Oscar de la meilleure histoire originale pour Les Caprices de Suzanne